# Ганс Роде
Ганс Роде (нім. Hans Rohde; 27 жовтня 1888, Рогген — 30 квітня 1954, Пельворм) — німецький і османський офіцер, генерал-лейтенант вермахту.

## Біографія
22 березня 1906 року вступив у Прусську армію. З 1 жовтня 1910 по 1 жовтня 1913 року — інструктор Османської армії. Учасник Першої Балканської війни. Хоча німецьким військовикам заборонили брати участь у війні, завдяки заступництву Іззета-паші Роде отримав особливий дозвіл Назима-паші на службу офіцером Генштабу. В жовтні 1913 року повернувся в Німеччину і продовжив службу в Прусській армії. Учасник Першої світової війни, командував ротою піхотного полку «Генерал-фельдмаршал фон Маккензен» (3-го вестфальського) №129 на Східному фронті. З жовтня 1917 по квітень 1918 року — офіцер зв'язку Османської армії. В 1919 році — член фрайкору в Рейнській області. Після демобілізації армії залишений в рейхсвері. Пройшов дипломатично підготовку, в 1930 році вивчав турецьку, в 1932 році — японську мову в Берлінському університеті. З листопада 1934 року — інструктор Турецької армії. З 1 квітня 1936 року — військовий аташе в Анкарі, Афінах (до 10 серпня 1939) і Тегерані (до 16 лютого 1940). 25 лютого 1943 року Фрідріх Паулюс через радянських дипломатів попросив Роде передати йому погони генерал-фельдмаршала, які він потім носив у полоні. 2 серпня 1944 року Туреччина розірвала дипломатичні стосунки з Німеччиною і Роде втратив посаду. З червня 1945 по лютий 1947 року перебував у американському полоні.

## Звання
- Фенріх (22 березня 1906)
- Лейтенант (16 серпня 1907)
- Старший лейтенант Османської армії (1 жовтня 1910)
- Капітан Османської армії (1913)
- Оберлейтенант (18 серпня 1915)
- Гауптман (18 травня 1918)
- Майор (1 квітня 1931)
- Оберстлейтенант (1 серпня 1934)
- Оберст (1 січня 1937)
- Генерал-майор (1 січня 1941)
- Генерал-лейтенант (1 січня 1943)

## Нагороди
- Золота медаль «Ліакат» з шаблями (Османська імперія)
- Срібна медаль «Імтияз» з шаблями (Османська імперія)
- Орден Меджида 4-го ступеня (Османська імперія)
- Залізний хрест 2-го і 1-го класу
- Орден «За військові заслуги» (Болгарія) 4-го ступеня
- Військова медаль (Османська імперія)
- Ганзейський Хрест (Гамбург)
- Військовий Хрест Фрідріха-Августа (Ольденбург) 2-го і 1-го класу
- Нагрудний знак «За поранення» в чорному
- Почесний хрест ветерана війни з мечами
- Медаль за участь у Європейській війні (1915—1918) (Третє Болгарське царство)
- Медаль «За вислугу років у Вермахті» 4-го, 3-го, 2-го і 1-го класу (25 років)